# Thinornis
Thinornis — рід сивкоподібних родини сивкових (Charadriidae). Представників роду інколи включають у рід пісочник (Charadrius). Рід поширений в Австралії та Новій Зеландії.

## Види
Рід містить два сучасних види:
- Thinornis cucullatus (або Thinornis rubricollis) — пісочник чорноголовий
- Thinornis novaeseelandiae — пісочник чорнощокий

Третій вид Thinornis rossii описаний по єдиному зразку, що зібраний у 1840 році. Наразі вважається ювенільною особою виду Thinornis novaeseelandiae, місце розташування якої було неправильно записане.